# Бобан Петровић (музичар)
Бобан Петровић (Београд, 1951) српски и југословенски је музичар, диск џокеј и бизнисмен. Био је један од најзначајнијих личности београдске рокенрол сцене, поп херој и икона стила седамдесетих и осамдесетих година 20. века

## Младост
Бобан Петровић рођен је у Београду 1951. године. Током школовања тренирао је фудбал у јуниорским тимовима Радничког и Црвене звезде, док је паралелно са тим учио да свира клавир и гитару. Каријеру диск џокеја започео је пре него што је постао пунолетан. 

## Музичка каријера
1976. Бобан Петровић оснива групу Здраво, карактеристична по комуникативном фанки диско звуку. 1977. бенд наступа као предгрупа Бијелом дугмету на концерту код Хајдучке чесме, а са групом је повремено наступала и Слађана Милошевић, која је тада била Бобанова девојка. Први и једини хит била је песма Викенд фобија, која је тада била прва на скоро свим топ листама тадашње Југославије. Песму је написао Петровић, и по његовим речима, настала је зато што су га нервирали политичари који су стално погрешно предвиђали ствари. Оригинална постава групе престала је са радом 1978, а након тога, Петровић 1979. започиње соло каријеру. У тандему са Гоцом Ивандић снима баладу Морам, са којом се поново пење на врх југословенских топ листа. 
1981. излази његов први соло албум Жур, који је током две године сниман у Лондону, Њујорку  и Берну i доживљава велики успех. На албуму су свирали музичари попут Стјепка Гута и Слобе Марковића. РТБ 1982. у режији Милана Вукобратовића снима истоимени ТВ шоу, и шаље га на МИДЕМ у Кану, након чега Жур постиже велики успех и бива приказиван у преко 20 европских земаља.  Албум је реиздат 2008. године у продукцији Mascom Records-a. Песма са овог албума под називом Препад, налази се на 82. месту листе 100 најбољих југословенских песама, коју је 2006. сачинио радио Б92, по избору слушалаца. 1984. године снима свој последњи албум под називом Зора, назван по Петровићевој жени Зорици, који је такође реиздат 2014.   Његова два албума дали су велики допринос у успостављању аутентичног диско фанки звука у Југославији. 
1998. оснива свој музички студио за снимање, у ком се наредних десетак година бавио продукцијом и аранжирањем, највише за своју ћерку Ану Ен. Од 2010. сарађује са виолончелисткињом Јеленом Михаиловић (Jela Cello) у реализацији три студијска албума, анимираног тв серијала "Музички Карусел Јеле чело", као и на реализацији њених концерата, како у иностранству тако и на домаћој сцени.
Петровић је био један од феномена београдског ноћног живота седамдесетих и осамдесетих година двадесетог века, те је након што је изградио каријеру диск џокеја, био власник београдских дискотека ноћних клубова: Сафари клуба (налазио се у хотелу Шумадија), Клуба М (Мажестик) и чувене дискотеке Звезде, а имао је и дискотеку у Марбељи, под називом Long legs.

## Списатељска каријера
На наговор Драгоша Калајића и уредника књижевних новина, Граде Вељковића, Петровић 1986. пише свој први роман Рокање, уз поднаслов Први ЈУ рок роман, у ком описује како 1974. организује турнеју енглеске рок групе по јадранском приморју и по Петровићевим речима, овај роман претежно је аутобиографски.  2020. издаје нови роман под називом Рокање 2, у ком аутор описује свој успон у музичкој, а касније у бизнис каријери. 

## Бизнис каријера
Средином осамдесетих година, након објављивања свог првог романа, Петровић одлази прво у Лондон, а затим на Кипар, где се обогатио трговином метала и остварио каријеру успешног бизнисмена. Након тога, одлази у Марбељу у којој је живео двадесет година. У Марбељи је, као први странац у Шпанији, купио фудбалски клуб Атлетико Марбеља, чији је тренер у том периоду био Драгослав Шекуларац, а за овај клуб је тада наступао и Владан Лукић. Шпански  ТВ канал Canal + је о Петровићу снимио и документарни филм.